# Dansk slavehandel
Dansk slavehandel var en trafik, hvor afrikanske slaver blev importeret fra Afrika til Dansk Vestindien på danske skibe for at blive sat til arbejde, først og fremmest i sukkerplantagerne på de dansk-vestindiske øer. Slavehandelen foregik fra ca. 1670 til 1802. I alt ca. 110.000 slaver blev transporteret over Atlanterhavet på 430 danske skibe.
I 1792 udstedte Christian 7. "Forordning om Neger-Handelen", der forbød import af slaver fra Afrika. Forordningen trådte dog først i kraft i 1803. Danmark-Norge blev derved det første land i Europa, der forbød transatlantisk handel med slaver, men selve slaveriet og slavehandel internt på de vestindiske øer blev først forbudt i 1848.

## Trekantsruten
Dansk slavehandel var et led i den såkaldt trekantshandel mellem de europæiske havne, handelsforter på Afrikas vestkyst og kolonierne i Amerika. På den måde blev strøm og vind udnyttet bedst muligt, og der var last på alle tre ruter. Alle danske skibsrejser i trekantfarten begyndte og sluttede i København. I Afrika havde Danmark et net af handelsforter på Guldkysten (nuværende Ghana), det mest kendte er Christiansborg; i Amerika havde Danmark tre koloniøer, hvoraf St. Croix er mest kendt for sine sukkerrørs-plantager.
Først fremstillede man i Danmark geværer, krudt og brændevin, som samledes i København, hvorfra skibene sejlede varerne til Afrika. Fra Guldkysten til Caribien var slaver den vigtigste last, men også betydelige mængder elfenben kom via Caribien til København. Fra Caribien var sukkerrørs-sirup den vigtigste last sammen med tobak og mahogni. Tilbage i Danmark blev sukkerrørs-siruppen raffineret til sukkertoppe.
I 1790'erne begyndte vestindiske købmænd og redere dog selv at sende skibe direkte til Afrika for at fragte slaver til Vestindien.

## Kompagnierne
En række kompagnier have hovedansvaret for den danske slavehandel fra Guldkysten til Caribien. Det begyndte med Vestindisk-guineisk Kompagni, der havde ansvaret ca. 1674 til 1734).
I ca. 1765 til 1774 blev slavehandelen varetaget af selskabet Guineisk Kompagni, og ca. 1781 til 1786 havde Østersøisk-guineisk Selskab ansvaret.
Kompagniledelsen i Vestindisk-guineisk Kompagni indså, hvilke indtjeningsmuligheder, der lå i trekantshandlen og byggede flere slaveforter langs Guineabugten, hvor Fort Christiansborg uden for dagens Accra var det største. Kompagniet købte slaverne af lokale høvdinge, som havde fanget dem i lokale stammekrige, eller som var leveret af arabiske slavehandlere. Slaverne blev byttet for våben, krudt og brændevin.
Kompagniets instrukser til dets mandskab var, at slaverne skulle behandles ordentligt. Det var ikke af humanitære grunde, men fordi slaverne skulle sælges i Vestindien med størst mulig fortjeneste. Døde slaver gav ingen fortjeneste, syge slaver gav dårlig fortjeneste, mens stærke, friske og pæne slaver gav god fortjeneste. Der foregik allerede en udvælgelse af slaverne, før de kom om bord på skibene. Under overfarten blev de ikke beskadiget unødigt,[kilde mangler] da slaver med mærker efter pisk gav ringere udbytte. [kilde mangler]

## Handelsforterne
"Guinea-bugten" står der på gamle kort på den store bugt i Vestafrika. Med navne som Guldkysten, Slavekysten og Elfenbenskysten som peger på de varer kysten bød på, da europæerne udforskede området. Elfenbenskysten er navnet på en nation. Alle vigtige europæiske søfartsnationer forsøgte at etablere sig her i 1600-tallet, og handelen var mest omfattende i slutningen af 1700-tallet. Der blev indgået aftaler med herskerne over ashanti-folket, akwamo-folket og fante-folket. Der blev bygget handelsforter. Europæerne var i indbyrdes konkurrence, og der var krigshandlinger lige som i Europa. Også de afrikanske folk levede i ufred med hinanden og europæerne. Krigshandlinger var forventede og fæstningsanlæg nødvendige. Handelsforterne skiftede ofte ejer.
Handelsforternes vigtigste opgave var at skaffe de varer, som europæerne ønskede. Forterne fik varer fra Europa som rom, stangjern, våben, krudt og klæder og byttede dem til varer som slaver, elfenben og guld. Forterne havde plads til slaverne, fra de ankom, til de blev afskibet.
De lokale samarbejdspartnere var krigerfolk. Våben fra Europa var derfor vigtige varer, og erhvervelsen af dem gjorde samarbejdsparterne bedre rustede til at føre krig mod deres nabofolk.
Det danske Vestindisk-guineisk Kompagni havde i alt seks handelsforter på Guldkysten. Det vigtigste var Fort Christiansborg ved en landsby uden for Accra. De andre danske handelsforter var Fort Fredensborg mod øst ved landsbyen Old Ningo, Fort Prinsensten, Fort Kongensten i Ada, Fort Augustaborg i Teshie og Fort Isegram i Kpone.
Handelsforterne havde mandskab fra hjemlandet, og deres vigtigste opgave var handel. De havde også håndværkere og soldater. De største forter havde egen præst. De danskere, som opholdt sig på Guldkysten, havde mulighed for at indgå midlertidige ægteskaber med afrikanske kvinder. Biskop Worm havde givet en dispensation, som gav alle danske lov at tage sig eet sort Fruentimmer. Betingelserne var, at manden skulle love at omvende sin sorte kone til kristendommen, og han skulle, når han drog tilbage til Europa, tage hende med, hvis hun ønskede det. At cassare blev det kaldt at tage sig en sort kone. De hvide mænd, som benyttede sig af denne mulighed, havde det sandsynligvis bedre socialt og mentalt end deres kolleger på Guldkysten. Resultatet blev afrikanske børn, som var lysere i huden, men lys hud gav status i det afrikanske samfund. Drengene kunne i næste omgang få tjeneste som soldater på fortet, mens pigerne kunne finde en europæisk ægtemand.  Naar den blankes negerinde først har faaet et par mulatbørn til ham, saa holder han ligesaa meget af hende og hans børn som en mand, der har sin ægte hustrue og børn i Europa(L. F. Rømer, dansker på Guldkysten).  Den dansker, som er bedst kendt i denne sammenhæng, er Wulff Joseph Wulff, som boede på Guldkysten fra 1836 til 1842 og var gift med mulatkvinden Sara Malm; hendes oprindelige navn var vist Timtam. I 1900-tallet boede Wulffs efterkommere stadig i Frederiksminde i huset, han byggede i landsbyen Osu. 
Tropesygdomme var en alvorlig trussel for alle europæere i Vestafrika, og de danskere, som arbejdede på fortet, døde ofte efter kort tid og blev begravet på den danske kirkegård bag Fort Christiansborg. Også mange fra besætningen på slaveskibene døde af tropesygdomme, mens skibene var ved Guldkysten.
I alt blev der sendt 120.000 slaver fra de danske forter i Guinea til øerne i Vestindien. Ca. 50.000 til Dansk Vestindien. [kilde mangler]
Det var sædvanligt at brændemærke sit løsøre. Slaver blev også mærket på den måde. Det Vestindisk-guineisk Kompagni mærkede sine slaver med et S på låret: Et jern blev gjort rødglødende, presset mod huden og efterlod et mærke.

## Afrikansk slavehandel
Slavehandel var en gammel tradition i Vestafrika og blev ikke skabt af de europæiske søfartsnationer. Der var en omfattende slaveeksport gennem Sahara til de arabiske områder i Nordafrika. [kilde mangler]
Det var de afrikanske samarbejdspartnere, som skaffede slaver og leverede dem ved handelsforterne. De fleste af slaverne var krigsfanger. Lokale små krige imellem nabofolk gav anledning til at tage fanger, og de kunne sælges som slaver eller frikøbes. Slavejægere kunne også finde på at angribe landsbyer og tage fanger, som kunne sælges som slaver. En tredje måde at blive slave på var i forbindelse med gæld: Et familiemedlem kunne overlades som pant for gæld og sælges som slave, hvis gælden ikke blev indfriet. [kilde mangler]
I sin undersøgelse fra Nord-Ghana beskriver G. Der, hvordan det gamle krigerfolk ashantierne i 1744-45 har skydevåben, mens Dagomba-folket, som angribes, bruger bue og pil, lanser og sværd. En høvding tages til fange og købes tilbage mod to tusinde slaver. Slavestrandhugst og handel var en sag for høvdinger. Bevæbnede mænd sneg sig ind i landsbyerne. Hvis angrebet er vellykket, tog de mænd, kvinder, børn og kvæg, får og geder med sig.
Ashantibyen Kumasi var hovedcenter for slavehandelen på Guldkysten. Alle slaveruterne fra nord gik mod Kumasi og videre ud til handelsfortene langs kysten.

## Slaveskibene
Det første kendte dansk-norske skib, som fragtede slaver fra Guldkysten til Caribien for kompagniet, tilhørte den tyske forretningsmand Jørgen Thormøhlen i Bergen. Det var skibet Cornelia, som i 1673 sejlede til Vestafrika med brændevin og kramvarer, og som det første dansk-norske skib ankom med slaver – 103 i tallet – til St. Thomas året efter. 
Mange af de danske slaveskibe blev opkaldt efter kompagniets handelsforter på Guldkysten, bl.a. Christiansborg.
Det skete af og til, at et slaveskib forliste eller var udsat for mytteri. I 1710 forliste to skibe, Christianus Quintus og Fridericus Quartus i Caribien. Det er senere blevet klart, at skibene sejlede forbi St. Thomas, og da der var mangel på proviant, opstod der mytteri blandt mandskabet, som sænkede skibene og satte slaverne fri.
Et andet af de kendte danske slaveskibe er Fredensborg, som forliste 1. december 1768 ud for Arendal på den norske Skagerrakkyst efter næsten at have fuldført en rejse i trekanthandelen. Straks efter forliset blev et nyt skib med samme mål og samme navn bygget til selskabet.
Et af slaveskibene i 1790'erne var opkaldt efter danskernes mægtigste samarbejdspartner, Ashantirigets konge. Kongen af Assianthe var bygget i Finland, og da slavehandelen blev forbudt i Danmark fra 1802, blev skibet solgt til en skibsreder i Arendal i Norge.
De danske slaveskibe købte dels slaver fra kompagniets egne handelsforter, dels fra forter, som tilhørte andre nationer.

### Slavetransporten over havet
Sejladsen over Atlanterhavet var den vanskeligste del af trekantrejsen. Overfarten skete tæt på Ækvator, hvor der ofte er vindstille, og havstrømmen fra øst mod vest var ofte det eneste, som bidrog til fremdrift. Rejsen over havet kunne tage et par måneder. De danske skibe forberedte sig før afrejsen fra København. Med sig havde de fodjern samt mad (hestebønner) og nydelsesmidler som brændevin, tobak og kridtpiber til slaverne. Desuden blev det købt proviant på Guldkysten. At skaffe godt og tilstrækkeligt drikkevand var ofte vanskeligt, og skibene fra Guldkysten tog ofte en omvej østpå for at skaffe vand.
Skibet måtte tilpasses transport af slaver. Lastrummet blev forsynet med brikse, så slaverne kunne ligge i to lag langs skudesiden. Lastrummet var delt i rum for piger, drenge, mænd og kvinder. Kvindeslaverne lå nærmest mandskabets rum. Forreste del af dækket var lufteplads for slaverne. Tværs over skibsdækket blev der monteret en palisade med gangbro og våben, så at agterskibet (hvor kisten med skydevåben stod) kunne forsvares. Små kanoner kunne beskyde slavedækket – ikke med kanonkugler, men poser med tørre ærter. Der blev monteret et højt rækværk langs skibssiden, så slaverne ikke havde mulighed for at springe overbord. Kvindeslaverne havde eget lokum ud over skibssiden; for mandsslaverne var der tønder i rummet. Over dækslugerne blev der hængt ventilationsrør af sejldug for at forsyne de sammenstuvede mennesker med luft. Disse rør skal være en dansk opfindelse. [kilde mangler]
Et begrænset antal slaver ad gangen blev taget op på dækket for at lufte sig, bevæge sig og spise. Det var også rationer af brændevin og tobak. Her var også kabyssen, og de kvindelige slaver stod for madlavningen. Af sikkerhedshensyn var mandsslaverne lænket sammen to og to med fodjern, som ikke kunne åbnes uden brug af værktøj. Kvindeslaverne kunne bevæge sig mere frit omkring på skibet.
Hvor mange slaver, der skulle tages om bord, og hvor tæt de skulle stuves, var et spørgsmål, den enkelte slaveskipper måtte tage stilling til. Hvis han stuvede tæt, kunne flere slaver måske sælges, men der var også fare for, at vand og proviant ikke rakte til overfarten, hvis den trak ud. Hvis nøden blev stor, måtte han kaste levende, friske slaver overbord, for at de andre kunne overleve. På en gennemsnitstur døde ca. 10 % af slaverne, dels af sygdom, dels af mistrivsel. De døde slaver blev kastet overbord. Ifølge seniorforsker Erik Gøbel ved Rigsarkivet var andelen af dødsfald i stedet 16-20 %. Derudover var mange af de overlevende slavegjorte ved ankomsten så afkræftede, at de døde i løbet af det første år, de tilbragte på de vestindiske øer.
Det er flere eksempler på, at slaverne gjorde oprør på overfarten. Også på danske slaveskibe. Om bord på Fredensborg blev et oprør planlagt, men det blev afsløret af slaver fra et andet folk. En strategi for at afsløre oprør var at anbringe slaver fra forskellige afrikanske folkeslag i lasten, da de ofte ikke stolede på hinanden. Der var oprørsforsøg på omtrent hvert tiende slaveskib. Et slaveskib med mandskab fra Newport blev sænket af slaverne i 1785, så alle om bord omkom. På skibet Clare lykkedes det slaverne i at jage mandskabet fra skibet og selv gå i land i frihed på Guldkysten i 1729. 
Danske slaveskibe sejlede oftest til Christiansted, den vigtigste by på St. Croix, men de kunne også anløbe frihavnen Charlotte Amalie på St. Thomas eller Haiti.

## Slaveauktioner
Ved ankomst blev slaverne sædvanligvis solgt på auktion i Det Vestindisk-Guineiske Kompagnis gård. Kompagniets protokoller er bevaret. Slaverne blev sædvanligvis solgt til plantageejere, og oftest blev børnene og de syge slaver solgt sidst. Om en plantageejer fortælles det, at han drev sin plantage med børneslaver.
Plantageejerne undersøgte hver enkelt slave grundigt ved eftersynet. På grund af smittefaren ville de ikke have syge slaver på deres plantager.

## Slavernes kår
Forholdet mellem antallet af slaver og frie var næsten 10 til 1. Faren for oprør var altid til stede. Som forhindring idømte plantageejerne og guvernøren hårde straffe for småforseelser. Ifølge guvernørens forordninger skulle en maron (= flygtet slave)  have foden hugget af. En slave, som opfordrede andre til at rømme, skulle knibes med glødende jern og derefter henrettes. Men slaver var kostbare, og plantageejerne manglede arbejdskraft. Straffe, som mindskede slavernes arbejdskraft, blev derfor anset som et onde; men i 1733 udstedte guvernøren fra Dansk Vestindien, Philip Gardelin, et nyt reglement om slavernes rettigheder eller rettere mangel på samme. Han var ikke i tvivl om, at "negre" var gjort til slaver af "Gud selv". Gardelins reglement indeholdt 19 bestemmelser. En maron var en bortløbet slave: "8 Dages Maroner skulle straffes med 150 Slag, 12 Ugers Maroner skulle miste et Ben og 6 Måneders Maroner have forbrudt deres Liv, med mindre deres Mestere ville pardonere dem med det ene Ben." Danmark sagdes at have de mest barbariske love i hele Caribien i håb om at begrænse antallet af flygtende slaver; men det havde den modsatte effekt. 
Trods de hårde straffemetoder fandt flere oprør sted i Dansk Vestindien.
| Citat                                           | §1: Hovedmænd for bortløbne eller bortløbende Negre skulle knibes tre Gange med gloende Jern og derefter hænges. §2: Medskyldige i et Complot skulle miste et Been, med mindre Ejerne ville pardonnere dem med at miste et Øre og faae en Lussing af 150 Slag. §9: Den Neger, som i Onde løfter sin Haand mod en Blank, eller truer ham, eller giver ham knubbede Ord, skal uden Naade knibes tre3 Gange og derefter hænges, om den Blanke det forlanger, hvis ikke, da skal han miste sin Haand. §10: En retskaffen Blanks Vidne skal være nok imod en Neger, og om der var Formodninger i Sagen, maae Negren sættes på Tortur | Citat |
| Guvernør Philip Gardelins forordninger af 1733. | |       |

Slaverne prøvede at værge sig ved brug af obeah, en type magi medbragt fra Afrika. Med amuletter og små flasker med afkog fra forskellige planter, håbede de at formilde de overordnedes hjerter. 

## Plantageejerne
Plantageejerne tjente store formuer på denne tid.[kilde mangler] Familien Schimmelmann (også med tysk statsborgerskab) havde en særstilling og blev i 1700-tallet Danmarks rigeste familie på grund af sukkerhandelen med Vestindien. Familien dominerede det økonomiske liv i Danmark: Heinrich Carl von Schimmelmann var finansminister i Danmark-Norge 1768-1782 og hans søn Ernst Heinrich von Schimmelmann fra 1784. I 1763 købte han af kongen de fire største plantager i dansk Vestindien sammen med et sukkerraffinaderi i København. På Schimmelmanns plantage på St. Croix arbejdede over 1000 slaver. I Hellebæk ejede han en geværfabrik, som leverede våben til salg i Afrika. Schimmelmann ejede andele i slaveskibet Fredensborg. 

## Slaver i Danmark
Velstående fyrster og købmænd i europæiske byer kunne i 1700-tallet have en tjener af afrikansk herkomst, gerne en yngre dreng, en page. Ernst Heinrich von Schimmelmann er portrætteret med en lille, afrikansk dreng ved sin side. Pagen var et af tidens statussymboler. I rigets provinsbyer kunne købmænd også have tjenere af afrikansk herkomst som Herlofsen i Arendal i Norge. Slaven Adam kom fra St. Croix til Arendal 12 år gammel i 1778 om bord på et af Herlofsens skibe. Han rømmede fra sin herre men vendte tilbage. Adam blev alligevel stillet for retten. Dommeren konkluderede, at slaveri var ukendt i Norge, og at Adam skulle frigives. 
Slaverne, som blev overført til Europa, var født og opvokset på plantagerne i Caribien. De havde ikke selv oplevet andet end livet som slave. De havde en fortid som husslaver, dvs. tjenere, på plantagerne, før de blev solgt eller sendt til Europa.
Hans Jonatan og Peter Samuel var to husslaver, der var kommet til København fra Vestindien. Den ene arbejdede hos Henriette Schimmelmann, den anden hos plantageejeren Isaak Benner. Begge stak af og meldte sig til flåden som frivillige under slaget på Reden. Efter tapper indsats ansøgte de Frederik VI om ansættelse i flåden. Imidlertid skred deres ejere til handling, og kronprinsen konkluderede, at han ikke kendte til slavehold på dansk jord, men at tyende skulle adlyde deres herskab og derfor ikke stikke af. Med den begrundelse blev de dømt til slavearbejde på Vestindiens kaffeplantager. Hans Jonathan rømmede til Island, hvor han har en stor efterslægt.

### Slaver i Danmarks kolonier
I 1725 tillod kompagniet for første gang private slavehandlere at indføre slaver til Dansk Vestindien. Tilladelse blev givet efter britisk model og skulle øge tilførslen af slaver. Tilkomsten af Skt. Croix i 1733 blev fulgt af en økonomisk omlægning: øerne gik fra dyrkning af bomuld til den mere arbejdskrævende dyrkning af sukkerrør. Det viste sig at være vanskeligt at få danskere til at indvandre, så øen blev i høj grad befolket af udvandrede britiske katolikker, som kom via Montserrat. Desuden blev tilførslen af slaver øget, ikke mindst gennem private spanske slavehandlere.
I 1791 var der 27.608 slaver i Dansk Vestindien, men de officielle tal for antallet af slaver i Dansk Vestindien er sandsynligvis for lavt.  Plantageejerne måtte betale en fast sum i skat pr. slave, og tallene er hentet fra skattelistene. Guvernør Erich Bredal klagede over mange skattesnydere, som skjulte slaverne i skoven, når der var slavetælling.
Slaverne boede under dårlige forhold, blev tvunget til hårdt arbejde og var næsten uden rettigheder. Slaveejerne kunne behandle dem stort set, som de ønskede, men slaverne var også en kostbar investering, som ikke måtte gå til grunde.
Slaverne i Dansk Vestindien kan inddeles i fire kategorier.
- Frinegrene var enten slaver, som havde købt sig fri, eller mulatter, som var afkom fra hvides forhold til deres slaver, og som blev frigivet ved ejerens død. De frikøbte var sjældne, fordi prisen var høj, og slaveejerne havde ret til de penge, en slave måtte have sparet op.
- Husslaverne var den fornemste kategori. De var tjenestefolk for plantageejerne. Herren, fruen og børnene havde hver sin slave til opvartning. De velstående havde 16 – 24 husslaver.
- Markslaverne eller plantageslaverne var den største gruppe. De udførte arbejdet med dyrkningen af sukkerrør og udvindelsen af sukker og huggede campuchetræ (farve-træ, der raspes) til eksport til København.
- De bortløbne slaver, maroonegre levede på svært tilgængelige steder på øen. De levede af jagt og af at stjæle mad og andre fornødenheder. Disse (de bortløbne) havde soldater og andre lov til at jage. [18]

### Forbud mod slavehandel
I 1792 udstedte Christian 7. "Forordning om Neger-Handelen", der forbød handel med slaver. Bag beslutningen stod finansminister Ernst Schimmelmann. Danmark-Norge blev derved det første land i Europa, som forbød handel med slaver. Forordningen var nærmest ordret det engelske lovforslag, der blev vedtaget 17 dage senere.
Selv om der blev besluttet forbud mod handel med slaver i 1792, skulle forbuddet først træde i kraft i 1803. Som finansminister Schimmelmann sagde, var det vigtigste dog at skaffe tilstrækkelig arbejdskraft på plantagerne. Slaverne skulle nu gives bedre leveforhold og fik tilladelse til at leve sammen i ægteskabslignende forhold, således at der blev en selvrekrutterende stand af slaver i de danske kolonier. Der blev derfor vedtaget en overgangsperiode på ti år.
I løbet af de ti år blomstrede den danske slavehandel, idet importen af slaver til øerne blev understøttet økonmisk af den dansk-norske stat. Det var vigtigt at få tilstrækkelig mange kvindeslaver på plads i de vestindiske kolonier, så den kunne reproducere sig selv. I denne tiårsperiode hentede danskerne derfor flere slaver i Afrika end på noget tidligere tidspunkt, nemlig i alt 24.900 slaver på 125 skibe i perioden 1793-1802.
Også efter 1803 fortsatte en vis begrænset illegal slavehandel under dansk flag. Da briterne besatte Dansk Vestindien i 1807, standsede slavetransporterne over Atlanten dog definitivt. Slavehandlen internt på øerne, der ikke var blevet forbudt, fortsatte dog, indtil slaveriet blev helt ophævet i 1848. Guvernør Peter von Scholten afskaffede slaveriet på St. Croix efter slaveoprør i byen Frederiksted.